# Derek S. Maltz
Derek S. Maltz es un funcionario del gobierno estadounidense. Desde el 20 de enero de 2025, se desempeña como administrador interino de la Administración para el Control de Drogas de Estados Unidos (DEA ).

## Estudios
Maltz asistió a la Universidad de Syracuse, donde jugó lacrosse. Se graduó con una licenciatura en contabilidad.

## Carrera
Maltz dirigió el Grupo de Trabajo Antidrogas de Nueva York en la División de Campo de Nueva York de la DEA. Durante su estancia en la agencia, dirigió la división de operaciones especiales durante casi una década. Se jubiló de la agencia en 2014 y asumió un nuevo cargo como director ejecutivo de relaciones gubernamentales en la empresa de tecnología de vigilancia Pen-Link.

## Vida privada
Maltz tiene una esposa, Patricia, y sus hijos Derek, Dylan y Daniel.